# Li Yan (ciclista)
Li Yan (em chinês:  李 燕; Xantum, 17 de julho e 1980) é uma ciclista olímpica chinesa. Yan representou o seu país na prova de corrida por pontos, durante os Jogos Olímpicos de Verão de 2008, em Pequim.